# Лил Джон
Джо́натан Мо́ртимер Смит (англ. Jonathan Mortimer Smith; 17 января 1971 года). Более известный под псевдонимом Лил Джон (Lil Jon) — американский рэпер, продюсер и промоутер. Также известен как пионер недавно образовавшегося суб-жанра хип-хопа — «кранк» (комбинирует в себе элементы музыки баунс, диско и южного хип-хопа). Его группа The East Side Boyz, включающая в себя Биг Сэма (Big Sam) и Лил Бо (Lil Bo) — это один из самых примечательных рэп-коллективов, исполняющих кранк. Также Lil Jon успешно продюсирует других исполнителей. Является основателем записывающего лейбла BME Recordings.

## Биография

### Карьера
В 1996 году Lil Jon начал свою работу с Биг Сэм и Лил Бо, также известными, как «Eastside Boyz», для продюсирования их совместного альбома «Get Crunk, Who U Wit: Da Album», вышедшего в 1997. Сингл «Who U Wit?» стал клубным гимном в Атланте. Этот альбом ознаменовал собой рождение кранка. Однако продажи диска провалились, возможно в силу слабой дистрибуции и отсутствия промокампании, а возможно потому, что слушатель не был готов к появлению нового ответвления в хип-хопе. Альбом собрал много отрицательных отзывов. Практически такая же судьба постигла и следующий альбом под названием «We Still Crunk!!», выпущенный лейблом BME Recordings в 2000 году. Однако при всем этом навыки Джона как продюсера пользовались спросом, бренд «Lil Jon» был известен не только в пределах штата Джорджия.
В 2001 году Лил Джон и его команда вернулись с новым альбомом Put Yo Hood Up, который стал первым прорывом в их карьере. Сингл «Bia Bia», записанный при участии с Лудакрисом, Too Short и Chyna Whyte, сумел стать хитом по всей Америке и попасть в двадцатку самых скачиваемых песен сайта MP3.com. Сам же альбом получил статус золотого.
В 2002 году Лил Джон был замечен Риком Тэйлором (больше известным как Disco Rick) — королём бас-музыки и легендой Майами, который, к сведению, подарил Джону его первый семплер MPC-3000 в 1996. Тэйлор пригласил Лил Джона на свою звукозаписывающую студию в Майами для работы над новым альбомом. И в этом же году «Lil Jon & the East Side Boyz» выпустили свой новый студийный альбом «Kings of Crunk». Первый сингл «I Don’t Give a Fuck», записанный вместе с Mystikal и Krayzie Bone, стал настоящим клубным хитом. А трек «Get Low» стал самой успешной композицией альбома. Он попал в пятёрку хитов во французских, немецких и американских R&B чартах 2003 года, а также в интернет-чартах. Кроме этого, песня вошла в саундтрек популярной компьютерной игры Need for Speed: Underground. Благодаря «Get Low», «Kings of Crunk» попал в двадцатку самых продаваемых альбомов США в сентябре 2003 года. В том же году, Лил Джон выпустил на CD и DVD продолжение этого альбома под названием «Part II», включающее в себя ремикс на Get Low.
Лил Джон спродюсировал сингл Salt Shaker для Ying Yang Twins, работал с Youngbloodz над их песней Damn!, а в 2004 году продюсировал сингл Ашера Yeah!, записанный вместе с Лудакрисом. Трек занимал 1-ю позицию в Billboard Hot 100 в течение 12 недель и стал мегахитом. Затем Лил Джон помогал молодой R&B певице Сиаре, также родом из Атланты, в написании её дебютного сингла «Goodies», который был записан вместе с Petey Pablo и лидировал на вершине Billboard Hot 100 в 2004 году. Лил Джон продюсировал хиты для Petey Pablo («Freak-A-Leak») и для Nivea («Okay»), а также работал с Korn над треком, вышедшим позднее, в 2005.
В том же 2004 году вышел его альбом «Crunk Juice», созданный при участии его протеже Lil’ Scrappy и Bo Hagon, а также R. Kelly, Ice Cube, Timbaland, Usher, Three 6 Mafia, Gangsta Boo, Ludacris, Bad Brains и самого Рика Рубина. Двойной CD «Crunk Juice»' включает в себя ремикс на песню «Gasolina» Дэдди Янки, песню «Lean Back» группы Terror Squad и другие. Самая удачная композиция альбома — это записанная вместе с Ашером и Лудакрисом «Lovers & Friends», которая поднялась до 3-й позиции в горячей сотне.
В 2005 году Лил Джон сконцентрировался на продюсировании и продвижении лейбла BME Recordings. В число его подопечных того времени вошли: Trillville, Lil' Scrappy, Oobie, E-40, BHI и Bo Hagon.
22 февраля 2006 года Лил Джон заявил о разрешении всех деловых вопросов с лейблом TVT: «После долгих и мучительных переговоров с TVT мы всё же пришли к решению наших разногласий. И теперь для меня пришло время вернуться к работе в студии». Следующий альбом носит название «Crunk Rock» и позиционируется как первый сольный альбом Лил Джона. Его релиз был назначен на конец 2008 года, однако уже в 2006 году вышли два хитовых сингла: «Snap Yo Fingers», записанный вместе с E-40 и Шоном Полом из YoungBloodZ, и «Act a Fool», записанный вместе с Three 6 Mafia.

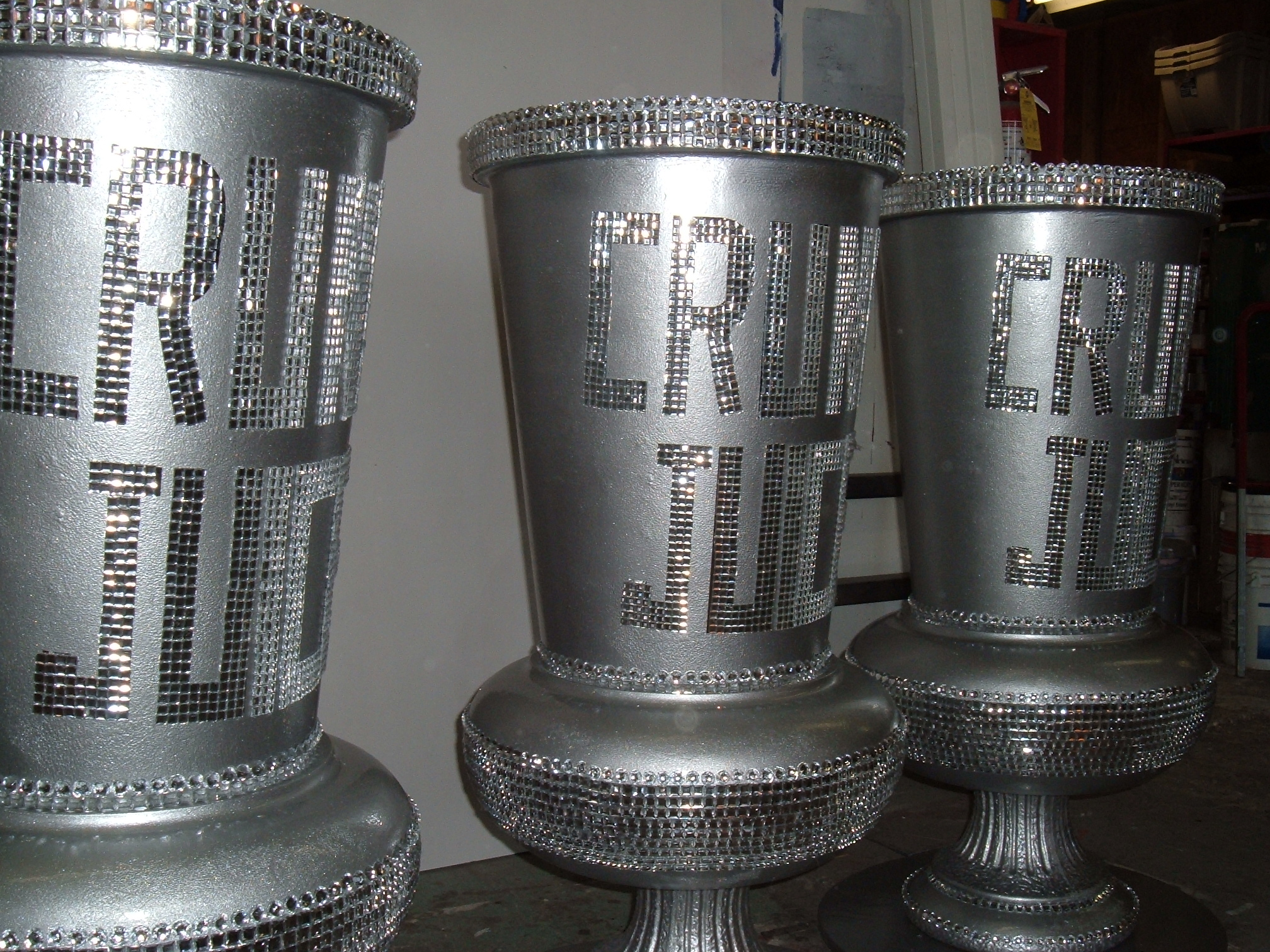
Кубки «crunk juice»

«The East Side Boyz» в 2007 году также начали запись своего собственного альбома при поддержке Рика Робинсона, который вышел в 2008 году.
Вместе со Snoop Dogg, Xzibit и David Banner Лил Джон появился в клипе на песню «Twisted Transistor» нью-метал группы Korn в роли участников Korn, а вместе с Ив принимал участие в клипе Paradiso Girls на их хит, «Patron Tequila», с альбома Crazy Horse.

### Музыка Лил Джона
Песни Лил Джона имеют сильное сходство с «Майами Бас», что выражается в использовании Roland TR-808 для создания партии ударных, быстром танцевальном темпе и явным лирическим контентом, основанном на использовании текстов с сексуальной тематикой и особом диалекте Майами. Часто используются семплы различных звуков Диско, особенно в «What U Goin’ Do». Его композиции имеют предпочтение, как сказал Филип Шербурн, «В резких ритмах, созданных на примитивных драм-машинах или бас-синтезаторах.» Roland TR-808 — это основа музыки Лил Джона, вместе со своими «чёткими хлопками и глухими, громкими басами».
Как он сам утверждает, он «был вдохновлён синтезаторными звуками танцевальной музыки, которые услышал в стриптиз-клубах Атланты.»
Лил Джон также известен благодаря своим постоянным выкрикам (наиболее известны «Yeah!», «What?!», «Let’s Go!», и «Okay!»), звучащим во всех его песнях.

### Телевидение
Лил Джон совладелец Pimp My Ride International (вместе с Fat Joe), международной версии известного шоу идущего на MTV Pimp My Ride.
Он также выступал в качестве приглашённой звезды в Chappelle’s Show в роли самого себя вместе с комиком Дейвом Чаппеллом, играющим Лил Джона и говорящим с настоящим Лил Джоном. Это часть ряда пародий под общим названием «Моменты из жизни Лил Джона» («A Moment in the Life of Lil Jon»). В других частях Чаппелл изображает Лил Джона, в различных жизненных ситуациях (приём у врача, вылет в аэропорту), где весь его словарный запас состоит только из нашумевших «What?!», «Yeah!» и «Okay!», тем самым, высмеивая Лил Джона.
Помимо этого, он был приглашённой звездой в комедийном мультсериале «Class of 3000», созданном участником из Outkast Andre 3000. Лил Джон озвучил Санта-Клауса в специальной рождественской серии, вышедшей 30 ноября 2007 года на Cartoon Network. Также Джон выступил в роли рассказчика в мультсериале «AE Winter Tales» в серии «Snowman», выпущенной 11 декабря 2007 года.
В фильме 2004 года «Улётный транспорт» (англ. Soul Plane), вместе с East Side Boyz и Ying Yang Twins, он сыграл самого себя при съёмке клипа.
Рэпер начал показ собственного мультсериала «Lil Jon’s A’Town» (производное от «Atlanta Town»). Первая серия «An Al Sharpton Hip Hop Moment» является сатирой на политика Алема Шарптона. Вторая серия «The Pussy Patch» рассказывает о том, как Лил Джон решил помочь другому политику — Элиоту Спитцеру — преодолеть его большую страсть к проституткам. Мультфильм впервые был показан на сайте funnyordie.com  (недоступная ссылка с 12-08-2013 [4375 дней]).
Лил Джон появлялся в нескольких коммерческих радиопередачах, включая Subway в 2006 году и Heineken, выступая рядом с Джермани Дюпри. Он был приглашённой звездой в комедийном скетч-шоу Short Circuitz в 2007 году, участвовал в игре канала NBC под названием Identity, появлялся во всех сезонах шоу Wild N Out кроме первого, а также в шоу MTV MTV Cribs и The Andy Milonakis Show.
В 2007 году, Лил Джон выступил на Pro Skateboardings X Games.
В 2024 году, Лил Джон принял ислам.

## Дискография

### В составе East Side Boyz
- 1997: Get Crunk, Who U Wit: Da Album
- 2000: We Still Crunk!!
- 2001: Put Yo Hood Up
- 2002: Kings of Crunk
- 2003: Part II
- 2004: Crunk Juice

### Сольные альбомы
- 2010: Crunk Rock

## Видеоигры
- Tony Hawk’s American Wasteland
- 25 To Life
- Def Jam: Icon
- Need for Speed: Underground
- Midnight Club 3: Dub Edition Remix

## Фильмография
- 2004: Улётный транспорт
- 2005: Правило № 1: Шеф всегда прав
- 2005: Hip-Hop Honeys: Las Vegas
- 2006: Киносвидание